# 八里湖农场
八里湖农场是中华人民共和国湖北省黄冈市蕲春县下辖的一个类似乡级单位。中国反右运动期间，曾有人如马克昌在此接受劳动改造。

## 行政区划
下辖以下地区：
总场村、白堰村、余赛村、良种村、三线垸村、高垸村、高山村、外江村、半边山村、陈赛村、原种一村、土门果园村、双沟林场村、龙凤山林场村、原种村、水产养殖村、沿江村和三分场移民新村。